# Cómo tomar buenas decisiones y tener razón todo el tiempo
Cómo tomar buenas decisiones y tener razón todo el tiempo es un libro de 2008 de Iain King. Establece una historia de filosofía moral y presenta nuevas ideas en el campo de la ética, que se han descrito como  cuasi-utilitarismo.

## Resumen
Cómo tomar buenas decisiones y tener razón todo el tiempo contiene cuarenta capítulos que se dividen en seis partes.

### Parte I. El problema: Necesitamos tomar decisiones, pero no sabemos cómo (capítulos 1–6)
Para que el consejo ético sea creíble, el libro dice que no puede ser percibido como arbitrario.  El libro cita a «el hombre del dado», un hombre que toma decisiones basadas en tiradas de dados, como un ejemplo de seguimiento de consejos que es arbitrario y, por lo tanto, no puede considerarse ético. El capítulo tres explica que las intuiciones sobre lo que debemos hacer podrían ser más útiles, pero se ven debilitadas porque nuestras intuiciones múltiples a menudo conducen a consejos contradictorios (p. ej., ¿"ayudar a un extraño" o "poner a la familia primero"?).  Los filósofos han tratado de eliminar estas contradicciones mediante la localización de lo correcto y de lo incorrecto en una sola parte del proceso de toma de decisiones: por ejemplo, en las acciones que tomamos (p. ej., Kant), en nuestro carácter (p. ej., Aristóteles, ética de la virtud) o en las consecuencias de nuestras acciones (p. ej., utilitarismo). El capítulo cuatro explica cómo el "hacer lo que sea mejor" (utilitarismo) aún domina el pensamiento filosófico y económico moderno. El capítulo cinco cita siete defectos del utilitarismo.  Estos son: que puede ser contraproducente; que considera solo eventos futuros e ignora el pasado; que coloca la autoridad para tomar decisiones en dudosas manos; que no discrimina de manera justa entre las personas; que sacrifica las preocupaciones individuales al interés del grupo; que degrada las promesas, la equidad y la verdad; y que no ofrece reglas claras. Este capítulo también sostiene que el razonamiento principal del utilitarismo es inválido y 'vacío'.

### Parte II. La prueba: Encontrar los fundamentos de lo correcto y lo incorrecto (capítulos 7–14)
La parte II comienza con una revisión secular de la apuesta de Pascal, y se pregunta lo siguiente: “¿Qué perdemos al perseguir el valor y la virtud? Si hay valor, entonces lo tenemos todo a ganar, pero si no hay ninguno, entonces no hemos perdido nada”. Por lo tanto, racionalmente tiene sentido que busquemos algo de valor. Dice que "las personas al final escogen lo que quieren hacer ellas mismas y lo que otras personas quieren hacer". Luego presenta cuatro razonamientos diferentes para obtener un principio básico a partir del cual lo se desarrolla lo correcto y lo incorrecto.  Estas son una adaptación del utilitarismo; una adaptación de la teoría de John Rawls; una explicación sobre la teoría evolutiva; y un acercamiento a  'Sherlock Holmes'. Los cuatro razonamientos convergen en la empatía, la obligación y el "principio de ayuda", que, según el libro, son fruto de un sistema ético viable. Según Audrey Tang, la filosofía de King propone que:  "Si gastando una unidad de tu esfuerzo pudieses ayudar a otra persona a conseguir dos unidades, detalló en su libro, entonces deberías ayudar".

### Parte III. El principio: Mejorando el principio de ayuda (capítulos 15–22)
La parte III define el «principio de ayuda» minuciosamente, con una sección sobre la autonomía y una crítica de la regla de oro. Da lugar a un enfoque sobre la ética que combina la deontología, el consecuencialismo y la ética de la virtud.  Esto se ha descrito como el cuasi-utilitarismo.

### Parte IV. El programa: Extender los principios a otros problemas (capítulos 23–31)
La parte IV intenta distinguir las mentiras piadosas de las mentiras graves.  Contradiciendo a Aristóteles, que creía que no era posible una regla general sobre la mentira, "Porque nunca se puede confiar en aquél que defiende la mentira", y San Agustín, que creía que todas las mentiras eran pecaminosas, el libro presenta una definición de buenas mentiras, y explica porqué es creíble y superior. Los capítulos 28 y 29 concilian los derechos humanos individuales y los intereses grupales.  Función de la justicia individual y de la justicia social.

### Parte V. Consejos prácticos: Para personas de verdad en el mundo moderno (capítulos 32–38)
La parte V trata situaciones en las que la información no es segura y otros problemas del mundo real carentes de filosofía académica.  Estos problemas hacen que el altruismo efectivo sea poco práctico y poco común. El capítulo 34 explica que la noción de integridad solo puede tener sentido en la ética si se aplica a las consecuencias que las personas permiten que ocurran, en lugar de a las personas mismas.

### Parte VI. El pronóstico: Cómo tomar buenas decisiones y tener razón todo el tiempo (capítulos 39–40)
La parte VI afirma que un sistema híbrido puede ser internamente consistente y abordar varios problemas de las principales escuelas de ética. El capítulo 40 concluye que es imposible tomar buenas decisiones todo el tiempo porque nunca podemos saber lo suficiente sobre el mundo y sobre las consecuencias de nuestro comportamiento.  Por lo tanto, la ética nunca puede emular a la revolución científica ya que ofrece un conjunto simple de reglas para cada situación, similar a las que propuso Newton.  Esto se debe a que las propias reglas de Newton nunca se pueden aplicar completamente, porque nunca podemos saber cómo es realmente el mundo.

## Acerca de este libro
Fue publicado el 1 de diciembre de 2008. Se convirtió en un superventas en la categoría de libros de filosofía en 2013. 
El libro responde al problema Frege-Geach, la brecha de hechos y valores, y el razonamiento de la pregunta abierta, aunque estas respuestas han sido cuestionadas. 
El libro se ha utilizado para conciliar el utilitarismo y la ética basada en reglas. 
Los psicólogos humanistas han usado el libro para explicar que los fenómenos probados es lo único que se necesita para demostrar la razón de la existencia de la moralidad, y cuáles deberían ser los parámetros de la moralidad.  
Los teístas han comentado la forma en que el libro fundamenta la ética sin recurrir a la religión. El libro se ha utilizado en las clases de filosofía de primer año, para enseñar a los adolescentes, y en los equipos de asistencia de estudiantes.